# Fanny Vaucher
Pour les articles homonymes, voir Vaucher.
Fanny Vaucher est une illustratrice suisse, blogueuse, autrice de bande dessinée et d'ouvrages pour la jeunesse, née en 1980 à Lausanne.

## Biographie
Fanny Vaucher naît en 1980 à Lausanne, dans le canton de Vaud. Son père travaille pour l'Œuvre suisse d'entraide ouvrière. 
Elle étudie la littérature à l'Université de Lausanne, où elle obtient un master,. Elle intègre ensuite le Centre de formation professionnelle en arts appliqués à Genève pour y apprendre l'illustration et la bande dessinée,. Elle y est élève de Tom Tirabosco, Nadia Raviscioni et Isabelle Pralong et en sort diplômée en 2011. Elle travaille d'abord comme correctrice pour l'édition et la presse, notamment le journal Le Temps. 
En 2012, elle s'établit à Varsovie comme illustratrice indépendante. Pendant son séjour, elle tient un blog dessiné où elle fait part de ses questionnements au quotidien sur la capitale polonaise,. En 2013 paraît son premier album : elle illustre Les aventures de Paprika, qui porte sur une chatte recueillie ; les textes sont signés Bernadette Richard (éditions de L'Âge d'Homme). La même année, le blog de Fanny Vaucher est adapté en album sous le titre Pilules polonaises (Éditions Noir sur blanc / Fundacja Nowej Kultury Bȩc Zmiana). En 2015, elle renoue avec le style jeunesse et livre un second volume sur Les aventures de Paprika ainsi que Les amis de l'ours (Éditions Noir sur blanc). 
L'année suivante, sur des textes de l'historien Matthieu Gillabert, elle illustre Varsovie métropole : histoire d'une capitale, 1862 à nos jours. En 2017 paraît Lausanne : promenades littéraires, coordonné par Daniel Maggetti et Stéphane Pétermann, avec les illustrations de l'autrice ; cet ouvrage collectif mêle « textes, illustrations et dessins » sur les écrivains helvètes ou visiteurs dans la cité. Fanny Vaucher s'associe avec Sébastien Moro pour adapter en version dessinée le blog de vulgarisation scientifique Les Paupières des poissons ; publié en 2018, l'ouvrage est froidement accueilli sur BD Gest' en raison de son traitement tant narratif qu'esthétique, mais d'autres médias se montrent plus positifs,.
En 2019, sur un scénario d'Éric Burnand, journaliste, elle dessine Le Siècle d'Emma, une famille suisse dans les turbulences du XXe siècle. Cette bande dessinée historique vise à raconter les évènements politiques et sociaux en Suisse « à travers la famille d'Emma, née en 1900 ». L'album suscite l'intérêt d'enseignants pour le proposer à leurs élèves. Lors du festival Delémont'BD en 2020, l'œuvre est primée « meilleur album suisse de bande dessinée ».
La technique habituelle de Fanny Vaucher est « plume à encre de Chine et coloriage à l’aquarelle ».

### CollectifLa Bûche
En 2014, Fanny Vaucher participe à une exposition, Périples masculins, montrant le regard des autrices sur les hommes. Mécontente de « l’invisibilité des femmes dans la BD » et de la place marginale qui leur est réservée, Fanny Vaucher co-fonde le fanzine d’autrices romandes de BD La Bûche, dont le premier numéro paraît en 2015 à l'occasion du festival BD-FIL. Elle devient en 2020 la coprésidente de l’Association des artistes suisses de BD pour y défendre les autrices.

### Vie personnelle
Fanny Vaucher, végétalienne, végane et antispéciste, milite contre la consommation de viande au sein du collectif LausAnimaliste (devenu « Pour l’Égalité Animale ») et opte pour un mode de vie écologique.
Elle vit à Sainte-Croix, dans le canton de Vaud, en 2024.

## Œuvres
- Les Aventures de Paprika, textes de Bernadette Richard, éd L'Âge d'homme

1. Paprika sauvée de la rue, 2013  (ISBN 978-2-8251-4411-4)
2. Paprika prend l'avion, 2015  (ISBN 978-2-8251-4573-9)
3. Paprika et le clan des Bruxellois, 2018[2]

- Pilules polonaises, les Éditions Noir sur blanc, 2013  (ISBN 978-2-88250-341-1) (BNF 43791841)
- Pilules polonaises. 2, les Éditions Noir sur blanc, 2016  (ISBN 978-2-88250-442-5) (BNF 45218802)
- Les Amis de l'ours, L'Âge d'homme, 2015  (ISBN 978-2-8251-4551-7)
- Varsovie métropole : histoire d'une capitale, 1862 à nos jours, textes de Matthieu Gillabert, les Éditions Noir sur blanc, 2016  (ISBN 978-2-88250-439-5)
- Lausanne : promenades littéraires, coordonné par Daniel Maggetti et Stéphane Pétermann, les Éditions Noir sur blanc, 2017  (ISBN 978-2-88250-458-6)
- Les Paupières des poissons (dessin), scénario de Sébastien Moro, Éditions La plage, 2018  (ISBN 978-2-84221-636-8) (BNF 45605183)
- Le Siècle d'Emma, une famille suisse dans les turbulences du XXe siècle (dessin), scénario d'Éric Burnand, éd. Antipodes, coll. « Trajectoires », 2019  (ISBN 978-2-88901-159-9)
- Le Siècle de Jeanne, une famille suisse dans les remous du 19e siècle (dessin), scénario d'Éric Burnand, éd. Antipodes, coll. « Trajectoires », 2022  (ISBN 978-2-88901-223-7)
- Un Volcan par jour, éd. Antipodes, coll. « Trajectoires », 2023  (ISBN 978-2-88901-236-7)

## Récompenses
- 2019 : prix Maya du livre animaliste pour Les Paupières des poissons, avec Sébastien Moro[17] ; récompense littéraire pour les œuvres en rapport avec les questions de bien-être animal.
- prix 2020 du meilleur album suisse de bande dessinée à Delémont'BD pour Le Siècle d'Emma, une famille suisse dans les turbulences du XXe siècle, avec Éric Burnand[14].

### Documentation
- Pascal Ory, « La Suisse, pays sans histoire ? », L'Histoire,‎ avril 2020 (lire en ligne).
- Jean Lorcin, « Matthieu Gillabert, Fanny Vaucher, Varsovie métropole. Histoire d’une capitale (1862 à nos jours), Les Éditions Noir sur Blanc, CH-1003 Lausanne, 2016, 223 p. », L'Histoire urbaine, no 54,‎ 2019 (lire en ligne).
- Lisbeth Koutchoumoff, « Comment peut-on être Polonais? », Le Temps,‎ 24 mai 2014 (lire en ligne).